# وادي بن حماد (الكرك)
وادي ابن حماد منطقة سكنية وطبيعية تقع في لواء قصبة الكرك، محافظة الكرك في الأردن. تنتمي المنطقة لقضاء الكرك الذي يضم 36 منطقة. يقدر عدد سكانها بـ 192 نسمة حسب إحصاء 2015 وتتميز هاذه البلدة في خصوبة ترابها لزراعة وتتبع هاذه المنطقة إلى بلدية بتير . 
سمي بهذا الاسم -حسب المؤرخين - نسبة لبني حماد الذين قدموا من الأندلس عام 1492 م، حيث سكنوا أطراف الوادي.

## طبيعة الوادي وموقعه
تتضمن المنطقة حمامات وادي بن حماد التي تمتاز بفرادة طبيعتها وموقعهاوغزارة المياه المعدنية والعذبة. يقع الوادي شمال غرب الكرك على بعد حوالي 31 كيلو متراً عن مركز المدينة، ويرتفع حوالي 45 مترا عن سطح البحر. يمكن الوصول إليه عبر طريق بلدة بتير أو طريق بلدة دمنة.
يمتاز وادي ابن حماد بطبيعتها الفريدة، إذ يعتبر من الأودية السحيقة يقع في الشق الجنوبي من المملكة، يحصل انحداره إلى ما يقارب 4 كيلو متر، ويمتد طوله إلى 15 كيلو متراً ليصل في نهاية المطاف إلى البحر الميت من الناحية الجنوبية، ويعدّ وادي بن حماد من الأودية الممتلئة بالمياه النهرية الباردة، لذا يعتبر الوادي من أهم مناطق المملكة لممارسة سياحة المغامرات، حيث يمكن الخوض في الوادي سيراً على الأقدام عبر شق صخري شاهق لمسافة تصل إلى 3 كيلو مترات تمتد حتى البحر الميت

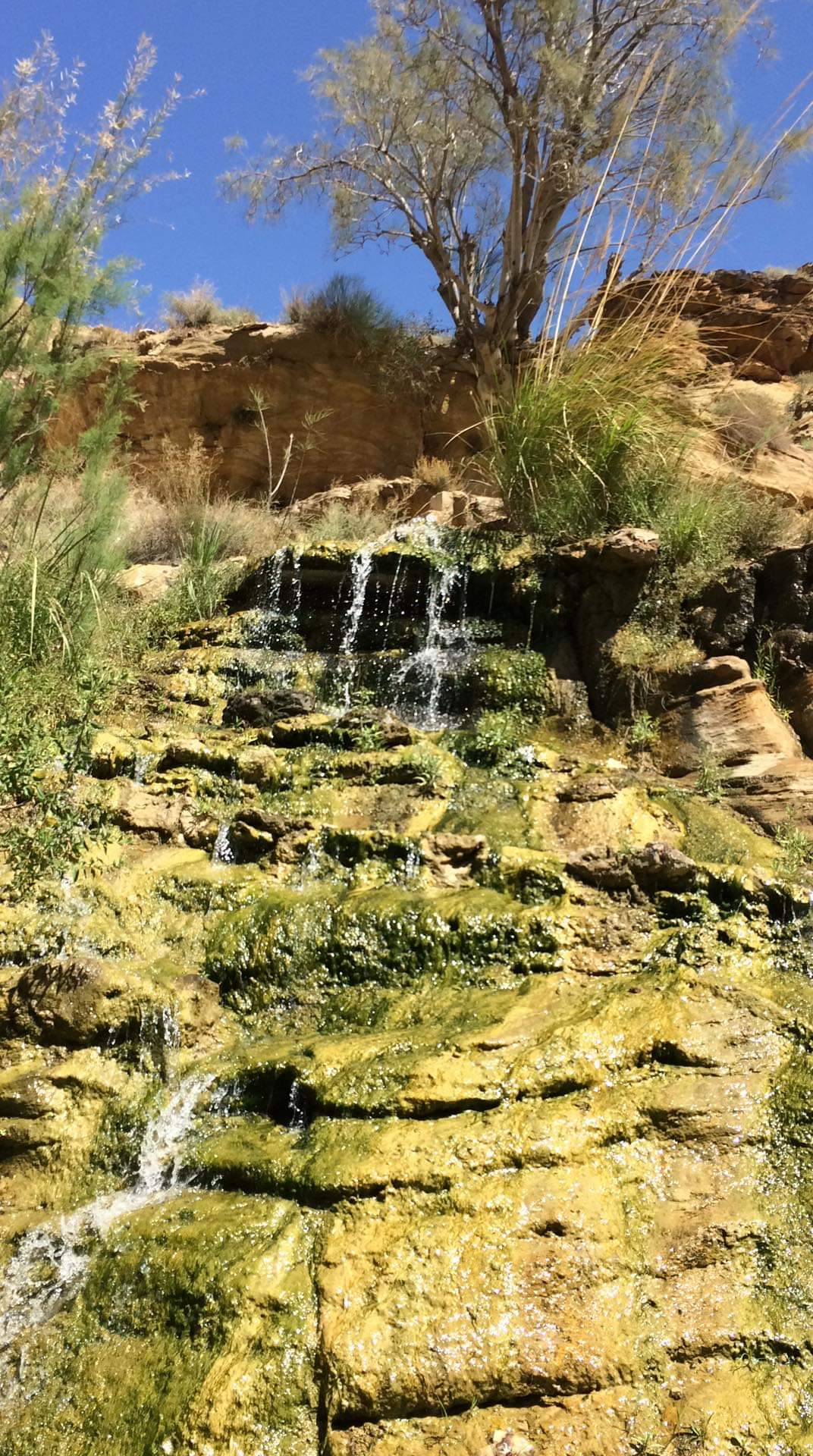
شلال في وادي بن حماد.

## الوصلات الخارجية
- دائرة الاحصاءات العامة